# کداکروم
کداکروم (انگلیسی: Kodachrome) نام تجاری یک فیلم رنگی است که توسط کداک در سال ۱۹۳۵ معرفی شد. این یکی از اولین مواد رنگی موفق بود و هم برای فیلمبرداری و هم برای عکاسی ثابت استفاده می‌شد. برای سال‌ها، کداکروم به‌طور گسترده برای عکاسی رنگی حرفه‌ای، به‌ویژه برای تصاویری که برای انتشار در رسانه‌های چاپی در نظر گرفته شده بودند، استفاده می‌شد. رشد و محبوبیت مواد عکاسی جایگزین، و بسیار بعد، انتقال گسترده به عکاسی دیجیتال، منجر به از دست دادن سهم بازار کداکروم شد. تولید آن در سال ۲۰۰۹ متوقف شد و پردازش در دسامبر ۲۰۱۰ به پایان رسید. در اوایل سال ۲۰۱۷، کداک اعلام کرد که در حال بررسی امکان معرفی مجدد کداکروم است، اما بعداً پذیرفت که بعید است این اتفاق بیفتد.